# Біле Озеро (Казахстан)
Бі́ле О́зеро (каз. Белое Озеро) — село у складі Шортандинського району Акмолинської області Казахстану. Входить до складу Петровського сільського округу.
Населення — 162 особи (2021; 160 у 2009, 186 у 1999, 209 у 1989).
Національний склад станом на 1989 рік:
- росіяни — 61 %.